# Црвена Хрватска (часопис)
Црвена Хрватска jе први легални часопис у историји Дубровника.
Дана 13. октобра 1889. Никола Пашић је изабран за председника Народне скупштине, и на тој функцији ће де јуре бити до 9. јануара 1892. Такође је био изабран за градоначелника Београда од 11. јануара 1890.
Након побједе српско-аутономашке коалиције на општинским изборима у Дубровнику маја 1890. године, стара идеја о покретању политичког листа поново је оживјела. Главни заговорник покретања листа био је Франо Супило, којем је идеја водиља била да се овим листом супротстави наводној „србијанској пропаганди”.
Супилов труд уродио је плодом и 7. фебруара 1891. године је у Дубровнику почео да излази недјељник Црвена Хрватска. Име је узето према Љетопису Попа Дукљанина, у којем се јужна Далмација назива Црвеном Хрватском. Као име издавача у заглављу листа налазило се Супилово име. У то вријеме био је присталица Старчевићеве Странке права. У првом броју листа објављена је програмска схема листа коју пише Супило. У том тексту, Супило је закључио како хрватски народ има право, као и други словенски народи, на опстанак и уједињење, што би други јужнословенски народи требало да разумију и да се са тиме солидаришу. Ту се конкренто осврнуо на Србе, који су оспоравали „Име, развој и државно уједињење хрватско” умјесто да Хрватима пруже помоћ. Неколико дана касније појавио се други Супилов чланак под насловом „Исправак”, у којем је изнио тезу о преуређењу Аустроугарске из двојне монархије у федералну државу. Према Супилу ту државу је требало да сачињавају државе свих народа који су се налазили у склопу Аустроугарске.